# Habsburg–Toscanai Lipót Ferdinánd Szalvátor főherceg
Lipót Ferdinánd Szalvátor főherceg (Leopold Ferdinand Salvator Marie Joseph Johann Baptist Zenobius Rupprecht Ludwig Karl Jacob Vivian von Österreich-Toskana) (Salzburg, 1868. december 2. – Berlin, 1935. július 4.), a Habsburg–Lotaringiai-ház toszkánai ágából származó osztrák főherceg, Toszkána utolsó nagyhercegének legidősebb fia. Felvett polgári nevén Leopold Wölfling.

## Élete

### Származása, testvérei
Édesapja a Habsburg–Lotaringiai-ház toszkánai mellékágából származó IV. Ferdinánd címzetes toszkánai nagyherceg (1835–1908) volt, II. Lipót toszkánai nagyhercegnek és az olasz Bourbon (Borbone) házból való Mária Antónia nápoly–szicíliai királyi hercegnőnek legidősebb fia.
Édesanyja a nagyherceg második felesége, Aliz Bourbon–parmai hercegnő (1849–1935) volt, a Bourbon-házból való III. Károly parmai herceg (Carlo III di Borbone, Duca di Parma, 1823–1854), és Lujza Mária Terézia francia királyi hercegnő (1819–1864) leánya X. Károly király unokája, Zita Bourbon–parmai hercegnő (a későbbi császárné és királyné) nagynénje. Tíz testvér közül Lipót Ferdinánd főherceg volt a legidősebb:
1. Lipót Ferdinánd Szalvátor főherceg
2. Lujza Antonietta főhercegnő (1870–1947), aki III. Frigyes Ágosthoz (1865–1932), Szászország utolsó királyához ment feleségül.
3. József Ferdinánd Szalvátor főherceg (1872–1942), császári és királyi vezérezredes, első világháborús hadseregparancsnok.
4. Péter Ferdinánd Szalvátor főherceg (1874–1948), aki II. Ferenc nápoly–szicíliai király unokahúgát, Mária Krisztina Karolina hercegnőt (1877–1947) vette feleségül.
5. Henrik Ferdinánd Szalvátor főherceg (1878–1969), cs. és kir. vezérőrnagy, aki 1919-ben a polgári származású Maria Karoline Ludeschert vette feleségül.
6. Anna Mária Terézia főhercegnő (1879–1961), aki 1901-ben Johannes zu Hohenlohe–Bartenstein und Jagstberg német herceghez (1863–1921) ment feleségül.
7. Margit Mária Albertina főhercegnő (1881–1965)
8. Germána Mária Terézia főhercegnő (1884–1955)
9. Róbert Szalvátor főherceg (1885–1895)
10. Ágnes Mária Terézia főhercegnő (1891–1945)

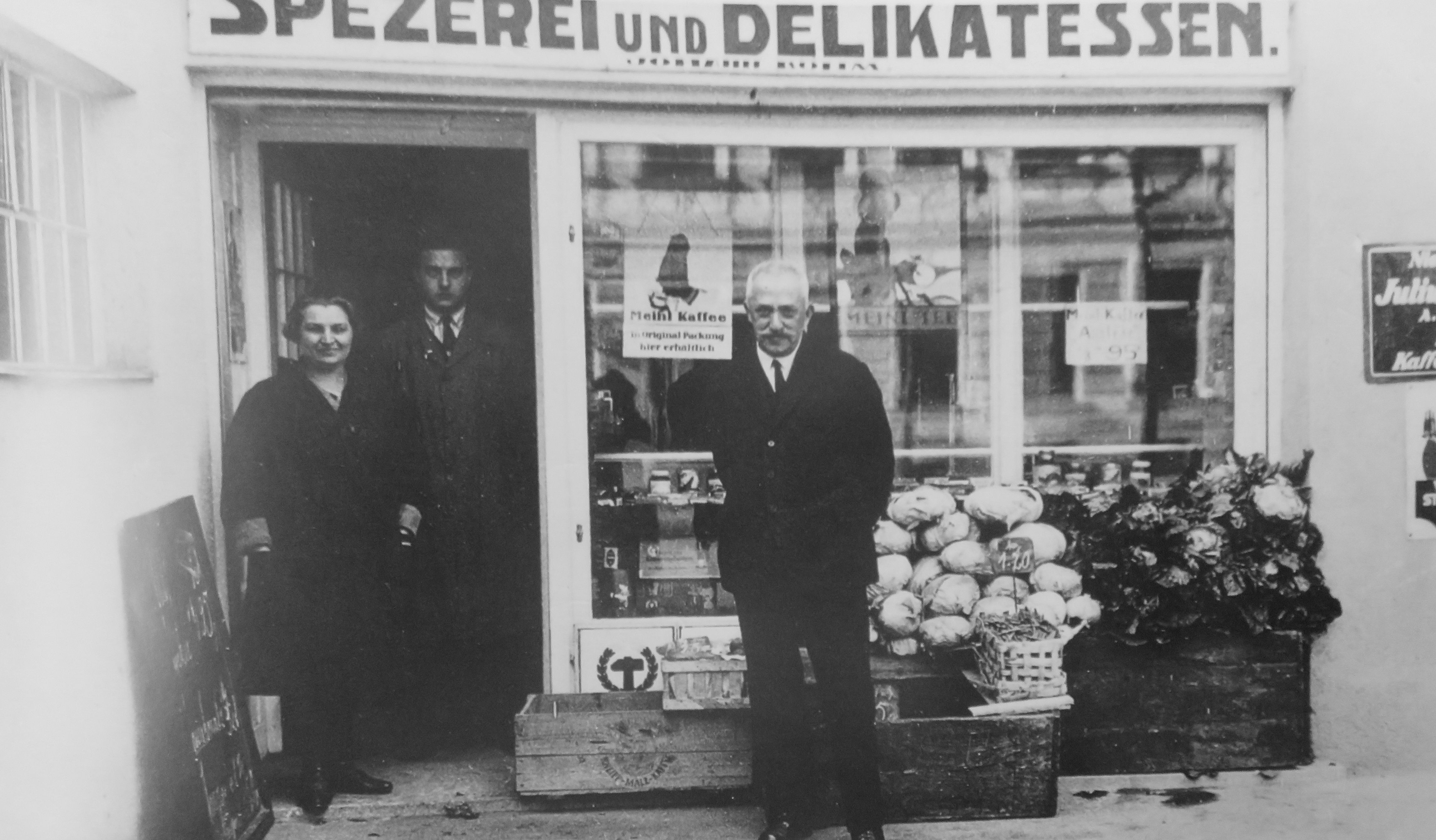
Leopold Wölfling, a fűszeres

### Botrányos életvitele
Ferenc József császár megtiltotta neki, hogy feleségül vegye Madrid hercegének leányát, Elvira hercegnőt.  Tengerészeti karrierje sem tartott sokáig; amikor egyszer Ferenc Ferdinánd trónörökös kísérőjeként az SMS Kaiserin Elisabeth nevű hajón utazott, kiderült, hogy szeretőjét is magával vitte.
Botrányai számát növelte, amikor beleszeretett egy prostituáltba. Emellett még alkoholizmusban is szenvedett. Szülei a Rajna-vidéken kezeltették, és 100 000 koronát ajánlottak fel neki, ha elhagyja a szeretőjét, és erről szerződésben is megállapodnak.
1902. december 29-én megfosztották címeitől, Lipót Ferdinánd pedig felvette a polgári Leopold Wölfling nevet. Ferenc József megtiltotta neki, hogy engedély nélkül az Osztrák–Magyar Monarchia területére lépjen. Svájci állampolgár lett.
Lemondási nyilatkozatának szövege:
„Lemondok minden jogomról és igényemről, amelyek személyemet születésemnél fogva, a legfelségesebb Ház született tagjáként megillettek, különösen arról a jogomról, hogy személyemre, mint a császári ház hercegére, Ausztria főhercegére, Magyarország és Csehország királyi hercegére stb. tekintsenek, és ekképpen kezeljenek.”
Leopold Wölfling először Bécsben próbált megélhetést találni, kevés sikerrel. Csemegeüzletet nyitott, ahol szalámit és olívaolajat árult. A bolt később csődbe ment, és Leopold Wölfling, hogy valamiből pénzt szerezzen, megírta önéletrajzát az „Életem története – Főhercegből fűszeres” címmel, ami a Habsburg-házban töltött éveiről szól.

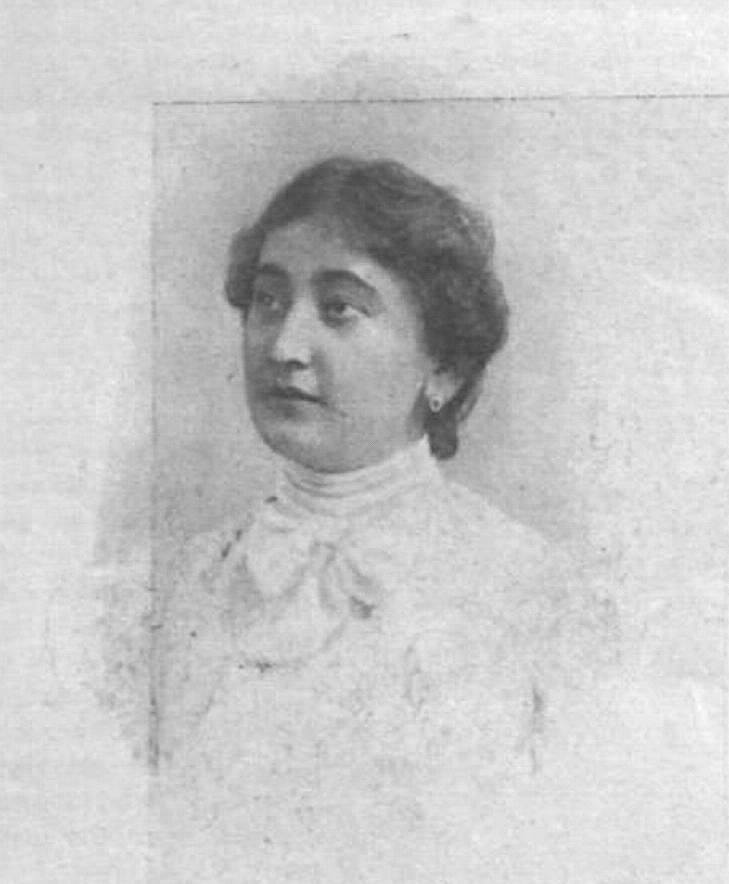
A főherceg első neje

### Házasságai
Leopold Wölfling háromszor nősült. Első felesége Wilhelmine Adamovic (Adamovitch, 1877–1908) volt, akivel a svájci Veyrier-ben kötött házasságot 1903. július 25-én. Ferenc József ezt a házasságot is ellenezte, ezért Lipót Ferdinánd a húgával, Lujza Antoniettával, a szász koronaherceg feleségével együtt Svájcba menekült. Lujza koronahercegné szökése hatalmas nyilvános botrányt kavart. Apósa, I. György király elválasztotta őt a férjétől, Frigyes Ágost koronahercegtől, és megfosztotta gyermekeinek láthatási jogától is.
Lipót Ferdinánd Szalvátor felesége egy vegetáriánus, természetkövető társaság tagja volt, akik gyakran meztelenkedtek. Egy ideig maga Lipót Ferdinánd is velük tartott, de ráunt a zöldségdiétára, és benyújtotta a válókeresetet. A válást 1907-ben mondták ki. Az 1910-es években felesége keresetet nyújtott be tartásdíjának jelentős megemelésére (majdnem háromszorosát kérte), de a bíróság elutasította azzal az indokkal, hogy mivel eredetileg szolgálólányként dolgozott, így elégedettnek kellene lennie, hogy ilyen életszínvonalon élhet.
Második feleségével, Maria Magdalena Ritterrel (1877–1938), egy porosz szolgálólánnyal, (aki más források szerint prostituált volt) 1907. október 26-án kötött házasságot Zürichben. A normandiai partok mellett, Blonville-sur-Mer-ben éltek egy halászkunyhóban.
Harmadik felesége Clara Gröger (Klara Pawlowska, 1894-1978) volt. Házasságukat 1933-ban Berlinben kötötték. A volt főherceg alkalmi munkákból élt, a feltörekvő nácipárt szimpatizánsa lett. 1935-ben halt meg Berlinben, nagy szegénységben.

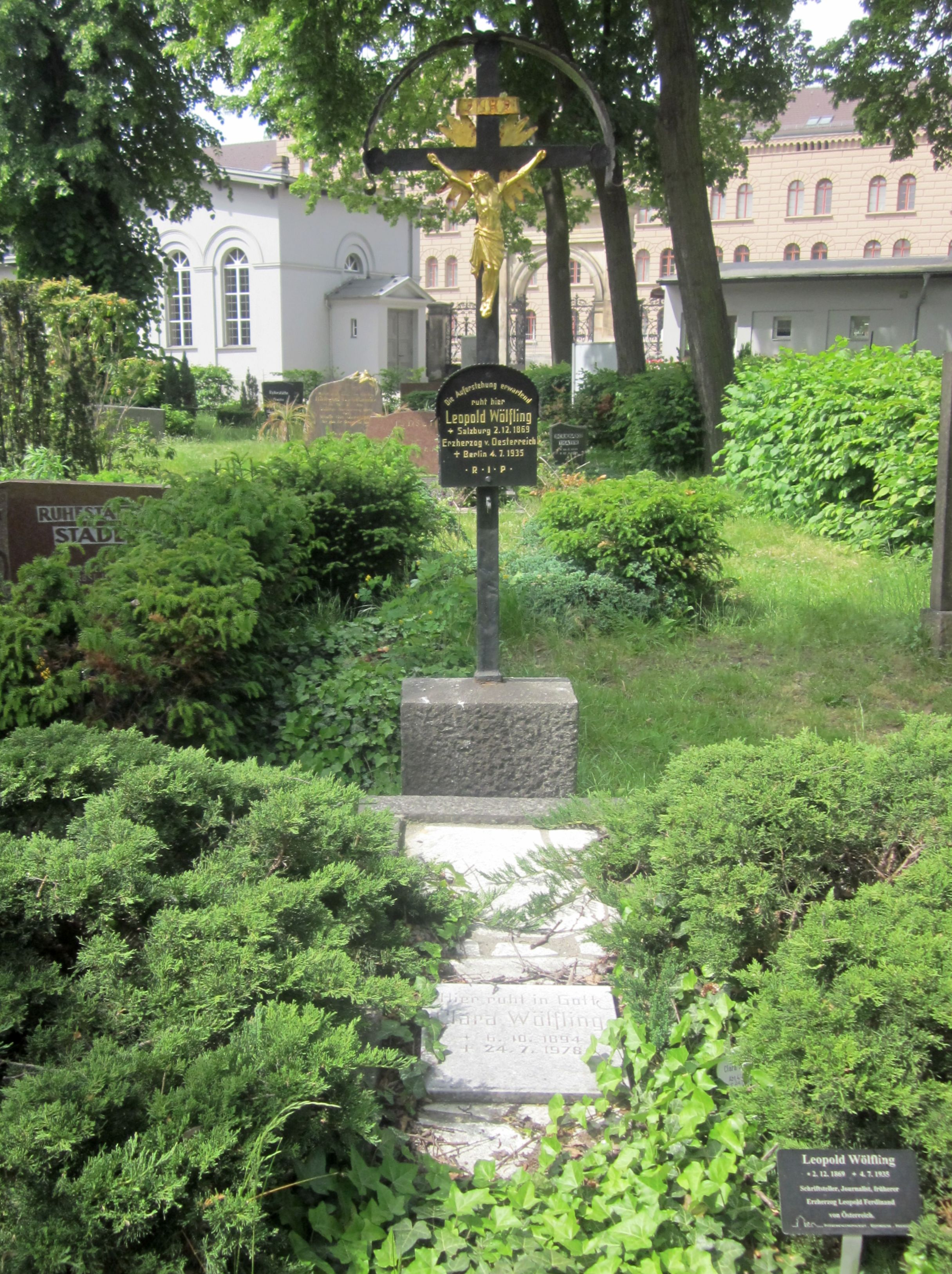
A főherceg és harmadik felesége sírja Berlinben

## Művei
- Az utolsó Habsburgok, Emlékek és följegyzések, Lipót Ferdinánd királyi herceg, Toszkána örökös nagyhercege, Budapest, 1923.